# Biozönologie

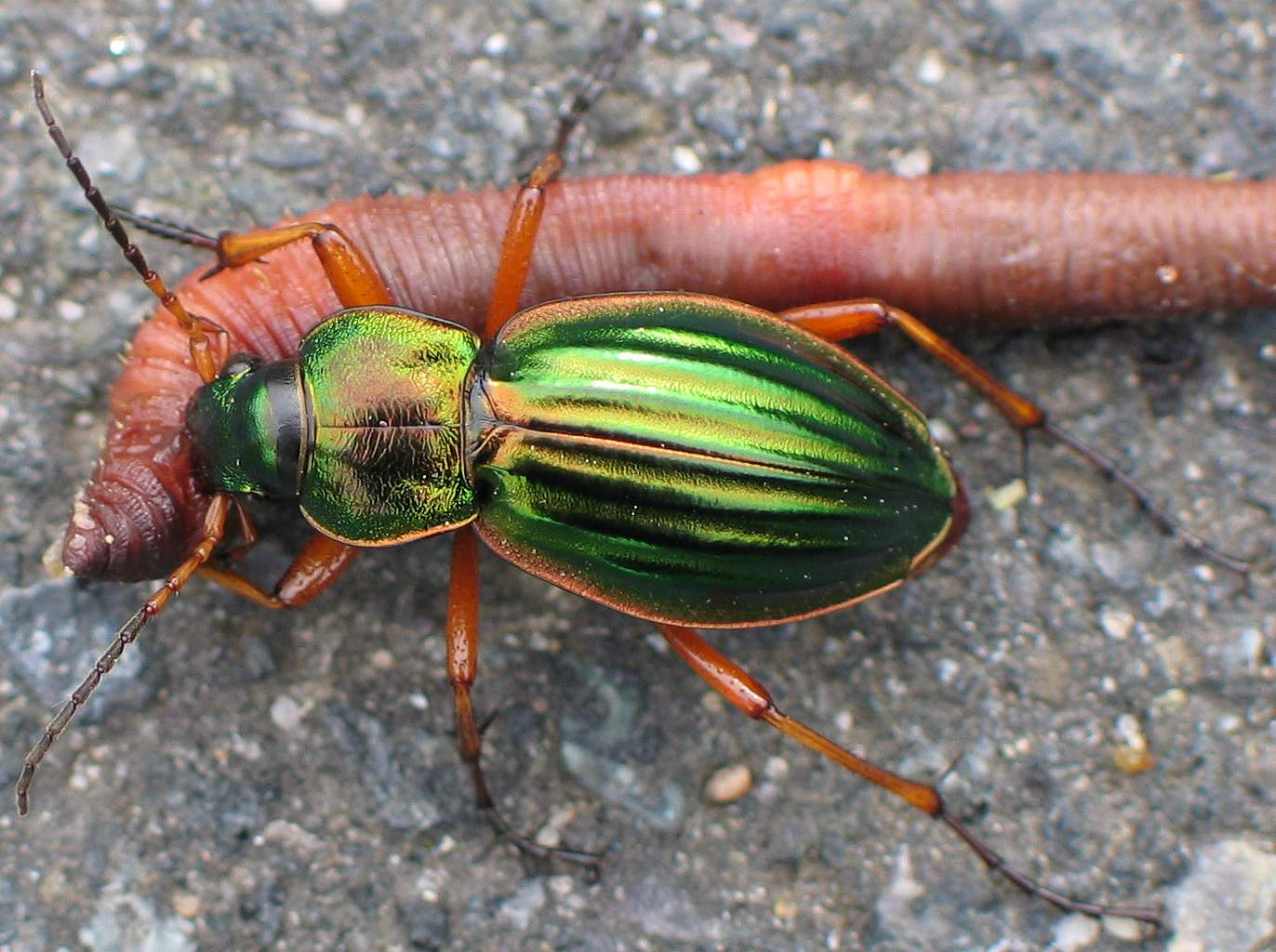
Interspezifische Aktivitäten wie Prädation gehören zu den zentralen Gegenständen der Biozönologie.

Biozönologie oder Biozönoseforschung ist die Wissenschaft, die sich mit den vielseitigen Verknüpfungen der Organismen in Lebensgemeinschaften (Biozönosen) sowie mit dem Zusammenwirken dieser Lebensgemeinschaften untereinander beschäftigt.
Die Biozönologie befasst sich mit Strukturen und Funktionen der Lebensgemeinschaften. Im Gegensatz zur nah verwandten Synökologie stehen die Organismen im Mittelpunkt der Betrachtung. Hierher gehören Untersuchungen über Nahrungsnetze in Lebensgemeinschaften, zum strukturellen Aufbau von Lebensgemeinschaften, zu antagonistischen und synergistischen Beziehungen zwischen den Arten, zu koevolutiven Konnexen und vieles mehr.
Obwohl es den Begriff Biozönologie und entsprechende Arbeiten nun schon seit 130 Jahren gibt, blieb ihre Bedeutung deutlich hinter der vieler anderer ökologischer Wissenschaftsdisziplinen zurück. Während z. B. die jüngere Pflanzensoziologie eine rasante Entwicklung nahm, steckt die Biozönoseforschung vielfach noch in den Anfängen. Der Grund liegt vor allem in der hohen Artenzahl der Tiere und der dadurch unüberschaubar vielen möglichen Beziehungen der Tierarten untereinander sowie zwischen den Tieren und der Vegetation. Nur wenige Studien berücksichtigen gleichermaßen vegetationskundlich-strukturelle und zoozönologische Erkenntnisse. Hinzu kommt die raumzeitliche Dynamik und die je nach Lebenszyklus unterschiedliche Habitatbindung vieler Organismen.